# Erik Asmussen
Professor Ingenieur Erik Asmussen (Nederlands-Indië, Kota Radja, 1 februari 1924 – Zandhuizen, 23 september 2018) wordt beschouwd als de grondlegger van de wetenschappelijke aanpak van verkeersveiligheid in Nederland. Hij was zoon van ingenieur Svend Asmussen en Petronella Adolfine Jeanne (Nelly) Prins. Hij begon zijn loopbaan bij Philips.

## Verkeersveiligheid bij de SWOV
In 1962 was hij oprichter en eerste directeur van de Stichting Wetenschappelijk Onderzoek Verkeersveiligheid, de SWOV. In die periode begon de opmars van de auto en daarmee samenhangend een sterke toename van het aantal verkeersdoden. Bij het congres na zijn vertrek kreeg hij in 1986 door de internationale vakwereld als waardering een Liber Amicorum aangeboden. Daarnaast was hij vanaf 1982 hoogleraar verkeersveiligheid aan de Technische Universiteit Delft. 
Hij heeft de basis gelegd voor Duurzaam Veilig waarmee een eerste stap werd gezet naar meer beheersbaar maken van het wegverkeer. Er kwamen bijvoorbeeld 30 km/u gebieden met drempels. De kern van zijn benadering is goed gedrag uitlokken door een passende inrichting. Aanvullend zijn toezicht en educatie nodig.

## Verkeersveiligheid kwetsbaren
Aan het einde van zijn loopbaan werd hij slechtziend en in 1991 richtte hij een Contactgroep Macula-degeneratie op waaruit later de Maculavereniging is ontstaan. Het brengt hem ertoe om de positie van de kwetsbaren in het verkeer te gaan onderzoeken. Dat leidt tot de publicatie De nieuwe normmens die in 1996 wordt gepresenteerd. Hij signaleert een nieuwe vorm van mobiliteitsslachtoffers, mensen die de openbare ruimte gaan mijden, Men spreekt dan over verdrongen mobiliteit. Het verkeerssysteem dient niet als referentie de gezonde mens zonder beperkingen te hebben maar de heterogene groep mensen met een of andere beperking, zoals kinderen, ouderen en mensen met een lichamelijke of geestelijke beperking. De kwetsbare andere helft van de bevolking als norm. Hij pleit  voor aanpassing van Duurzaam Veilig in die richting: minder gericht op de doorstroming van de auto en meer gericht op de positie van voetgangers, fietsers en reizigers met het openbaar vervoer.

## Belangenbehartiging verkeersveiligheid
Omdat hij meende dat de belangenbehartiging van de bedreigden in het verkeer meer aandacht verdiende, werd hij in 1998 voorzitter van de verkeersveiligheidsorganisatie Kinderen Voorrang. Onder dwang van subsidie moest Kinderen Voorrang, evenals de Voetgangersvereniging fuseren met Veilig Verkeer Nederland. Over die fusie in 2000 was hij niet optimistisch: ondanks dat de minister had meegegeven, dat de identiteit van Kinderen Voorrang en de Voetgangersvereniging herkenbaar moest blijven, had  hij er weinig vertrouwen in dat de fusiepartner Veilig Verkeer Nederland  een bredere benadering kon waarmaken.  Zijn gedachtegoed kwam in ieder geval wel terug in de statuten van de nieuwe verkeersveiligheidsorganisatie 3VO. 
Bij zijn overlijden in 2018 werd in de vakpers het belang van zijn werk benadrukt.